# Gladiolus davisoniae
Gladiolus davisoniae är en irisväxtart som beskrevs av F.Bolus. Gladiolus davisoniae ingår i släktet sabelliljor, och familjen irisväxter. Inga underarter finns listade i Catalogue of Life.